# HD 43017
HD 43017，又名BD+36 1388，SAO 58905、HR 2217，是一颗恒星，视星等为6.92，位于銀經176.81，銀緯9.05，其B1900.0坐标为赤經6h 8m 54.6s，赤緯+36° 9.05′ 42″。